# Ida L'vovna Rubinštejn
Ida L'vovna Rubinštejn (in russo Ида Львовна Рубинштейн?; Charkiv, 5 ottobre 1885 – Vence, 20 settembre 1960) è stata una danzatrice, mecenate e personaggio mondano della belle époque, russa naturalizzata francese.
È nota per aver commissionato a Maurice Ravel il suo famoso Boléro e per aver lanciato quella che fu chiamata L'arts aux trois visages (in italiano L'arte a tre visi) che fondeva canto, danza e testo.

## Biografia
Ida Rubinštejn nacque in una ricchissima famiglia ebraica di origine ucraina (suo nonno aveva fondato la Roman Rubinštejn and Son Bank). La bambina perse entrambi i genitori in tenera età, prima sua madre quando aveva solo 5 anni e tre anni dopo il padre. Alla morte dei genitori si occupò di lei la ricca zia materna, la signora Horwitz, che viveva a San Pietroburgo. Appassionata d'arte, la zia frequentava con regolarità il teatro Mariinskij portando con sè la nipote. La ragazza conobbe e frequentò dunque numerosi artisti, tra cui Léon Bakst, Vsevolod Mejerchol'd, Michel Fokine, Aleksandr Glazunov e Sergej Djagilev. Zia e nipote viaggiarono molto per l'Europa. Ida iniziò a studiare musica al conservatorio per poi passare rapidamente al teatro, anche se era sempre più interessata alla danza. Nel 1908 sposò il cugino Vladimir Horwitz. Si trattò di un matrimonio di facciata che le permise di essere più libera nelle sue scelte.
Ida Rubinštejn ebbe, per gli standard del balletto russo, poca educazione formale. Debuttò nel 1909 sotto la guida privata di Michel Fokine, con un'esibizione solista nella Salomé di Oscar Wilde, in cui si svestì completamente nel corso della Danza dei sette veli. Sergej Djagilev la fece entrare nei Balletti russi: nel corso della stagione parigina del 1909, danzò nel balletto Cléopâtre, nel ruolo della regina egizia. Fu uno spettacolo notevole: i costumi erano disegnati da Léon Bakst e il finale ispirò il pittore Kees van Dongen per il suo Souvenir della stagione operistica russa 1909.
La Rubinštejn fu molto celebrata anche dall'arte. Il ritratto fattole da Valentin Serov nel 1910 segna la realizzazione più completa dello stile maturo del pittore. Lo scultore Demetre Chiparus produsse una statuetta d'Ida Rubinstein, che fu ritratta anche da Antonio de la Gandara. Nel 1911 la Rubinštejn iniziò una relazione, durata tre anni, con la pittrice Romaine Brooks, che realizzò un ritratto notevole della ballerina, e la utilizzò come modella per Venere. La Rubinštejn ballò nuovamente con i Balletti Russi nella stagione 1910, esibendosi in Shéhérazade, un balletto basato sulla prima storia de Le mille e una notte, coreografato da Michel Fokine e scritto da lei e Léon Bakst. Lo spettacolo fu ammirato all'epoca per la sua sensualità e l'allestimento sontuoso, ma oggi viene eseguito raramente, essendo considerato una pantomima, mentre il suo orientalismo, all'epoca di moda, appare oggi datato.
Nel 1911 si esibì come protagonista ne Le martyre de Saint Sébastien, scritto da Gabriele D'Annunzio espressamente per lei e musicato da Claude Debussy. Questa interpretazione fu sia un trionfo (per il suo modernismo stilizzato) sia uno scandalo; l'arcivescovo di Parigi Léon-Adolphe Amette chiese ai cattolici di non andare a vederlo perché la parte di san Sebastiano era affidata a una donna ed ebrea. D'Annunzio la volle poi come protagonista nel 1921 della riedizione cinematografica della sua tragedia La nave, prodotta dalla Ambrosio Film di Torino e diretta dal figlio Gabriellino D'Annunzio.
Dopo aver lasciato i Balletti russi, la Rubinštejn fondò e finanziò diverse compagnie di balletto, e lavorò con diversi importanti coreografi e compositori, tra cui Arthur Honegger. Commissionò ed eseguì il Boléro di Maurice Ravel nel 1928, e spesso inscenò eventi di balletto libero e continuò a danzare fino all'inizio della seconda guerra mondiale. La Rubinštejn non è considerata tra le stelle del balletto: cominciò a studiare danza troppo tardi per avere la possibilità di diventare una grande ballerina. Ebbe comunque una notevole presenza scenica ed era in grado di recitare. Rivestì però un ruolo molto importante, nella storia del balletto e della musica, come mecenate, commissionando a grandi autori opere adatte alle loro capacità, che conciliavano la danza con il dramma e la recitazione.
Morì a 75 anni nella sua villa di Vence in Francia.

## Ritratti
- Souvenir della stagione operistica russa 1909, Kees van Dongen (1909), su davidrumsey.com.
- Ritratto di Ida Rubinštejn, Valentin Serov (1910)
- Ida Rubinstein, Antonio de la Gandara (1913) su jssgallery.org, su jssgallery.org.
- Ritratti di Romaine Brooks:
  - La Venere triste.
  - Ida Rubinstein (1917).
- Come Elena di Sparta in un disegno per costume Archiviato il 5 ottobre 2013 in Internet Archive., di Léon Bakst.